# Solarbahn

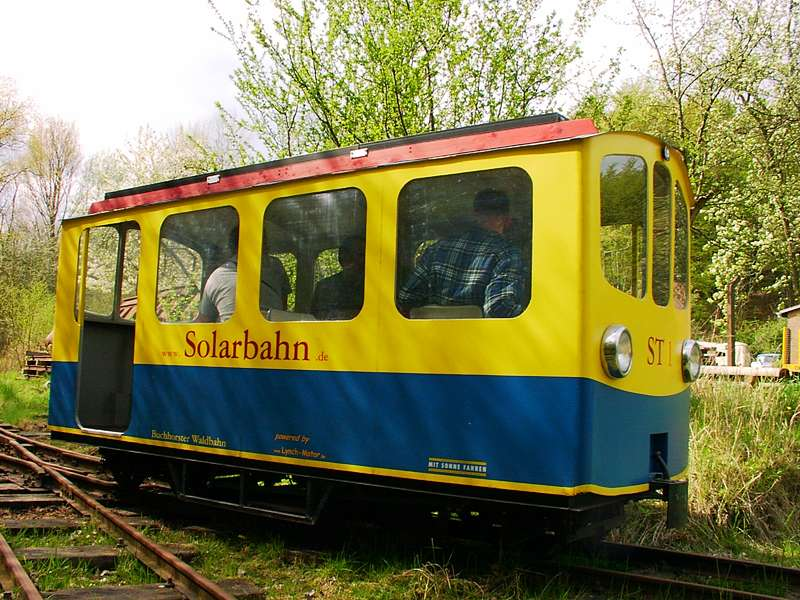
Solarbahn ELSE

Eine Solarbahn ist ein Schienenfahrzeug, welches überwiegend mit Sonnenenergie aus Solarzellen betrieben wird. Sie gehört zu den Solarfahrzeugen.
Die am Fahrzeug für Solarzellen verfügbare Fläche reicht auch bei voller Sonnenbestrahlung meist nicht für eine ausreichende Beschleunigung aus. Es gibt aber verschiedene Möglichkeiten, fehlende oder zu geringe Sonneneinstrahlung zu überbrücken, zum Beispiel:
- Akkumulatoren zur kurz- und mittelfristigen Pufferung hoher Momentanleistungen, bei Stillstand von den Solarzellen gespeist;
- Doppelschicht-Kondensatoren zur kurzfristigen Pufferung hoher Momentanleistungen, beim Bremsen gespeist;
- Dieselaggregat für längere Fahrzeiten ohne Sonneneinstrahlung;

sowie Kombinationen daraus.
Entscheidend ist auch bei der Solarbahn geringes Gewicht und ein hoher Wirkungsgrad aller Komponenten, da nur dann die relativ geringe Leistung aktueller Solarzellen für einen alltagstauglichen Fahrbetrieb ausreicht. Der gegenüber anderen Solarfahrzeugen geringe Rollwiderstand des Systems Rad-Schiene ist ein entscheidender Vorteil – so können große Akkumulatoren mitgeführt werden, ohne dass sich die mittlere Antriebsleistung wesentlich erhöht.
Der Grundgedanke ist, dass auch eine große Masse zur Fortbewegung an sich keine Energie benötigt, wenn idealerweise sämtliche zur Beschleunigung des Fahrzeuges aufgebrachte Energie dem Energiespeicher (z. B. Akku oder Kondensator) beim Abbremsen wieder zugeführt wird. Lediglich der Luftwiderstand und der – beim Schienenfahrzeug sehr geringe – Rollwiderstand führen zu Verlusten und erfordern eine Antriebsleistung. Die Wandlungsverluste der Motoren/Generatoren, die Lade- und Entladeverluste des Akkus und die Verlustleistung der elektronischen Steuerung müssen daher besonders sorgfältig minimiert werden.

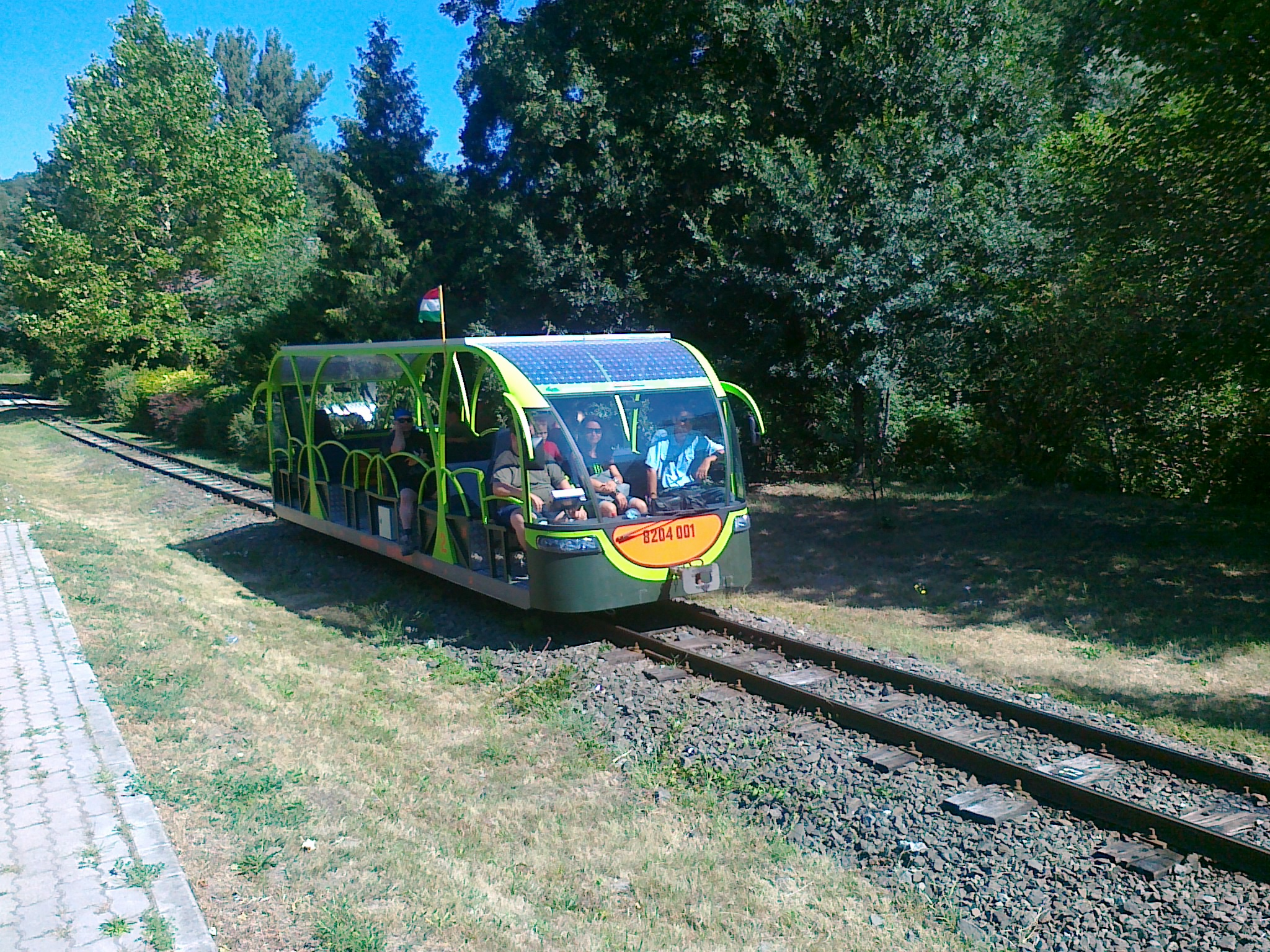
Solarbahn Vili

Bisher gibt es noch kein Serien-Solarbahnfahrzeug, sondern nur einige wenige Prototypen weltweit. Einer davon wurde von dem niedersächsischen Maschinenbauingenieur Hans-Ulrich Ottensmeyer bei FEBA gebaut; er verwendete zur Pufferung einen Akkumulator, kombiniert mit einer Nutzbremsung. Der in der Spurweite 600 Millimeter ausgeführte Prototyp mit dem Namen „ELSE“ (Abkürzung für Elektrische Solar Eisenbahn) zeigt, dass eine Solarbahn im Prinzip mit der aktuell (2007) verfügbaren Technik realisierbar ist. Ein anderes Modell haben die Mitarbeiter der Királyrét Schmalspurbahn in Ungarn entwickelt. Der Triebwagen namens „Vili“ ging 2013 in Betrieb und transportiert Ausflügler auf einer knapp 12 Kilometer langen Strecke nördlich von Budapest. „Vili“ fährt auf der in Ungarn üblichen Schmalspurweite von 760 Millimetern. Das Fahrzeug erzeugt selbst bei leicht bewölktem Himmel genügend Energie über die Solarpanele auf dem Dach, um die Strecke sicher zurückzulegen.
In Indien ist seit Juli 2017 ein Zug der staatlichen Eisenbahngesellschaft Indian Railways (IR) in Betrieb, der teilweise mit Solarstrom betrieben wird.
Seit Dezember 2017 wird in New South Wales, Australien die Byron Bay Train mit Solarpaneelen betrieben.